# Thaumetopoea abyssinia
Thaumetopoea abyssinia är en fjärilsart som beskrevs av Embrik Strand 1911. Thaumetopoea abyssinia ingår i släktet Thaumetopoea och familjen tandspinnare. Inga underarter finns listade i Catalogue of Life.